# Tracy (California)
Tracy es una ciudad ubicada en el condado de San Joaquín en el estado estadounidense de California. Fue fundada en el año 1910 y en el año 2009 tenía una población de 81,714 habitantes y una densidad poblacional de 1,046.5 personas por km².

## Geografía
Tracy se encuentra ubicada en las coordenadas 37°44′N 121°25′O / 37.733, -121.417. Según la Oficina del Censo, la ciudad tiene un área total de 54,4 km² (21,0 mi²), de la cual 54,4 km² (21,0 mi²) es tierra y 0 km² (0 mi²) (0%) es agua.

## Demografía
Según la Oficina del Censo en 2000 los ingresos medios por hogar en la localidad eran de $62,794, y los ingresos medios por familia eran $67,464. Los hombres tenían unos ingresos medios de $50,095 frente a los $35,143 para las mujeres. La renta per cápita para la localidad era de $21,397. Alrededor del 7.0% de la población estaban por debajo del umbral de pobreza.

## Educación
El Distrito Escolar Unificado de Tracy gestiona escuelas públicas.